# 祁水
祁水又名“小东江”，湘江一级支流，发源于湖南省祁东县四明山。该河流流经邵阳县、祁东县、祁阳县，于祁阳县城关镇海水湾入湘江。祁水长114公里，流域面积1685平方公里，为祁东、祁阳两县西北部农田灌溉主要水源。